# Òtranto

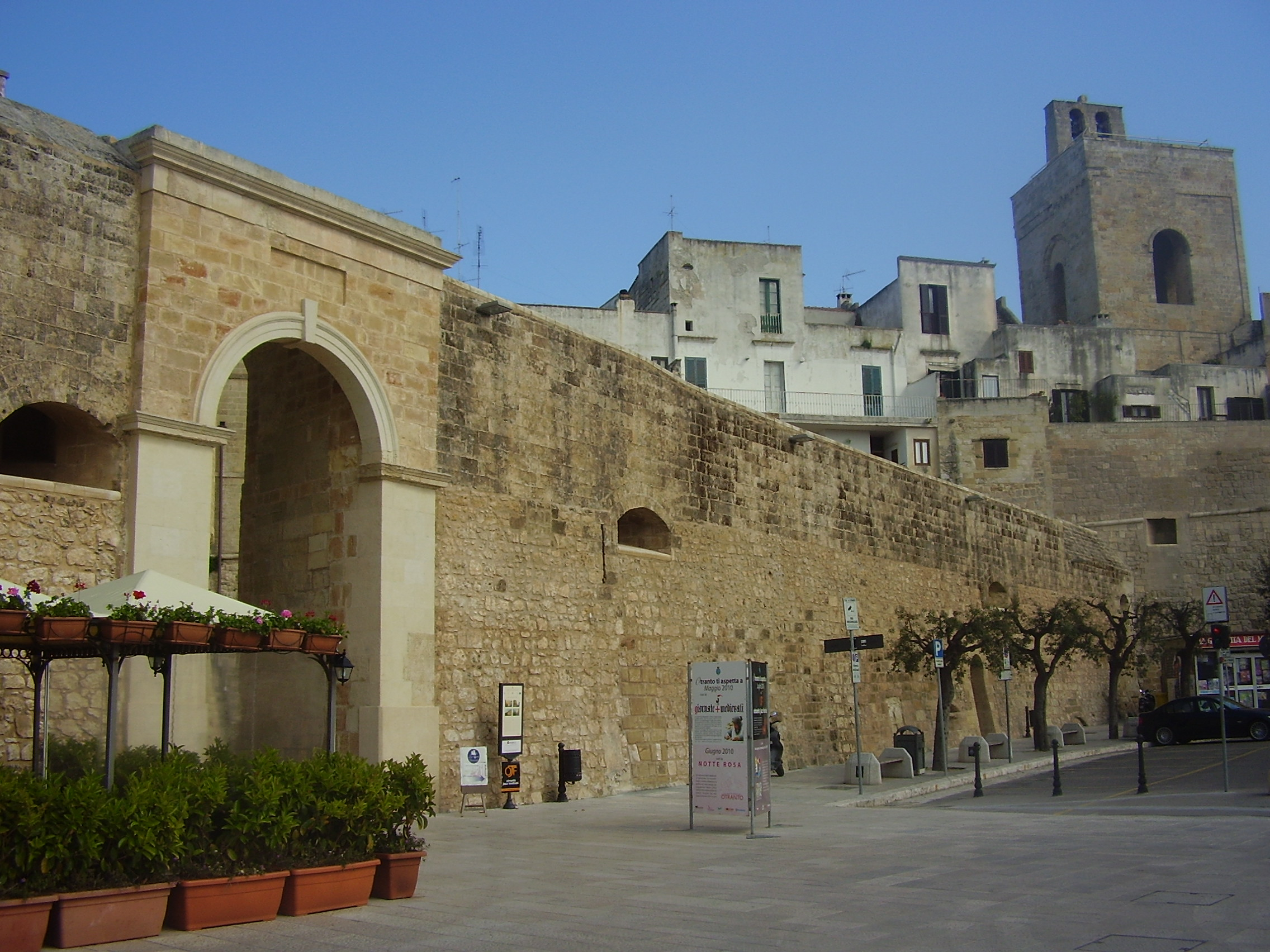
Otranto

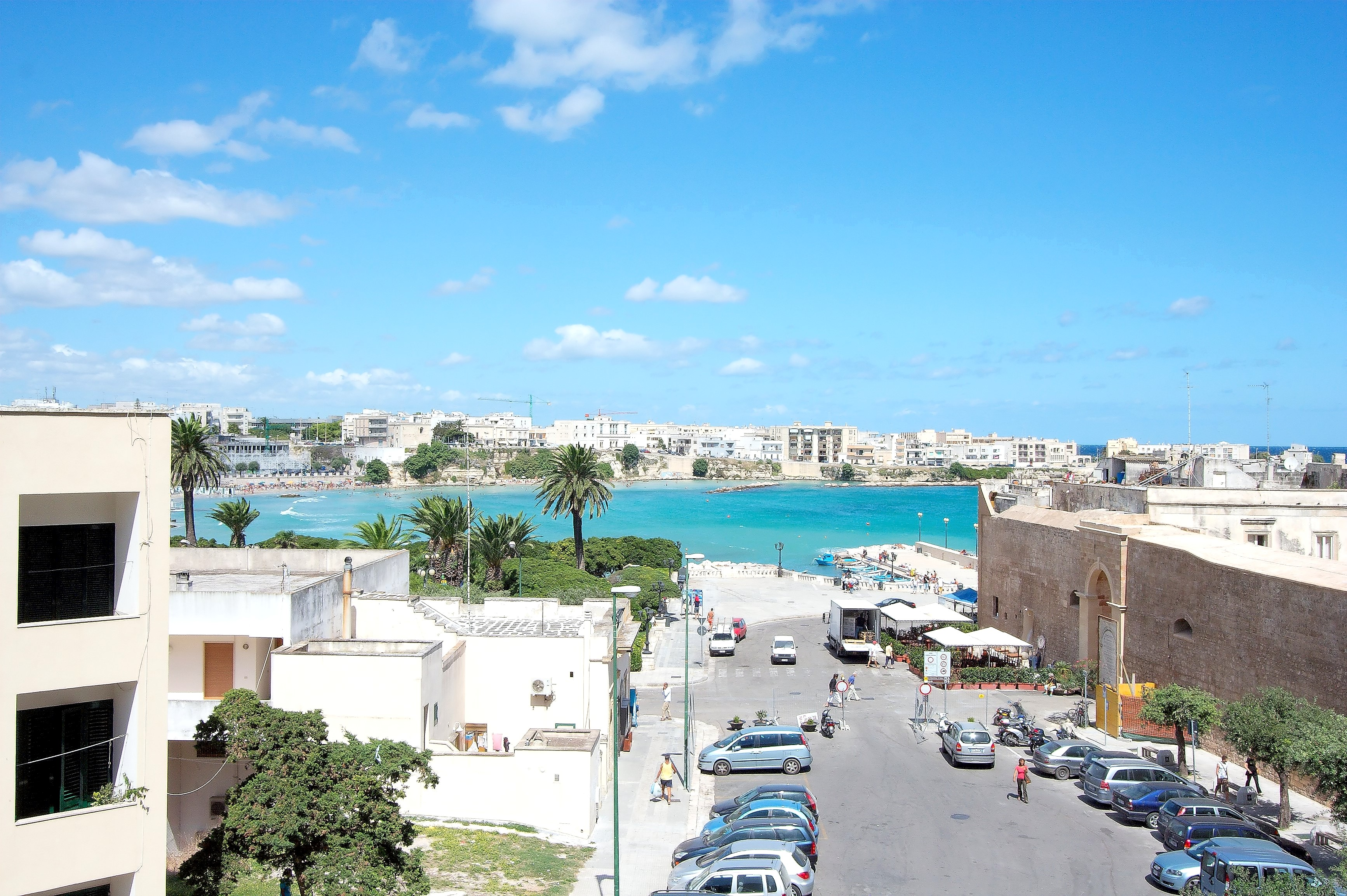
La ciutat moderna i la seva platja.

Òtranto és un municipi i ciutat d'Itàlia situat a la província de Lecce, a la regió de la Pulla. Està situada al sud de la península italiana, a la costa est de la península de Salento, sobre el canal d'Òtranto, que connecta la mar Adriàtica amb la Mar Jònica. En el seu territori es troba el Cap d'Òtranto o Punta Palascia, que constitueix el punt del territori italià situat més cap a l'est i considerat també el límit divisori entre les mars Adriàtica i Jònica. El febrer de 2015 tenia 5.724 habitants.
Òtranto va formar part de la Corona d'Aragó fins al final de la guerra de Successió (segle xviii).
Del seu patrimoni arquitectònic destaquen la Catedral d'Òtranto, el Castell d'Òtranto i l'Església de la Mare de Déu degli Abissi.

## Etimologia i toponímia
El seu nom en llatí era Hydruntum, que potser derivava del grec Hydrus, 'aigua' i que en català es transcriu com a Hidrunt. També en l'idioma dels antics habitants, els messapis, derivaria l'altre nom llatí de la ciutat, Odruntum, derivat del terme Odra, que també significa 'aigua'. Una tercera teoria afirma que el topònim procedeix directament de l'època del domini bizantí, a partir del terme Ydrentòs.
En la Crònica de Ramon Muntaner és esmentada, segons les edicions, com a Trento, Tronto, Otronto o Otranto. Aquesta última forma també apareix en l'Atles Català de Cresques Abraham.

## Economia
L'economia tradicional d'Òtranto estava basada en l'agricultura, però des de la dècada de 1970 domina el turisme. Tanmateix, hi ha a aquesta zona una denominació d'origen per l'oli d'oliva, Terra d'Otranto.

## Història

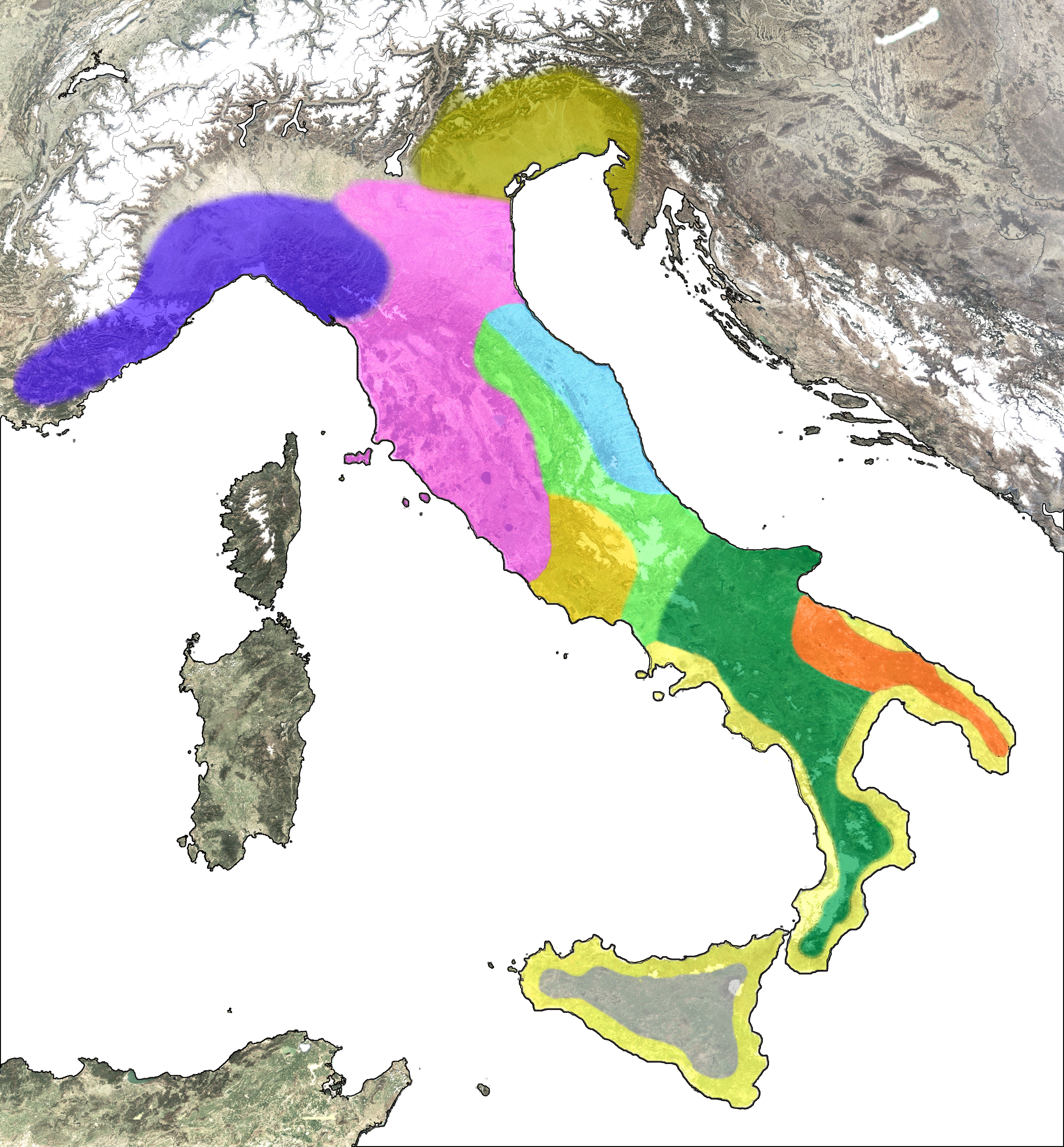
Mapa de la distribució dels grups tribals d'Itàlia durant l'Edat del Ferro (800 a. C.) on els messapis apareixen de color taronja.

La zona estava habitada des del Paleolític i el Neolític. També s'ha trobat fragments de vasos micènics (del segle xiii aC al XI aC). El grup ètnic dels messapis és encara d'origen desconegut però emparentat amb els grecs, il·liris o egeu-anatolis,
El poeta Virgili cita els messapis en el seu poema èpic l'Eneida. Òtranto passà a formar part de la Magna Grècia.
Posteriorment, la ciutat passà a formar part de la República Romana, l'Òtranto romana ràpidament passà a tenir la categoria de municipium, amb gran importància estratègica per a l'Imperi Romà.
La comunitat jueva d'Òtranto data de, com a mínim, l'any 70. L'any 162 Òtranto va obtenir el dret d'encunyar moneda.

### Òtranto medieval

Mapa del Regne de Sicília (en verd) el 1154.

Degut a la importància del seu port nexe d'unió entre Orient i Occident, la ciutat va estar vinculada a l'Imperi Romà d'Orient cap al segle v. L'any 757 la ciutat va ser ocupada pels llombards però després va ser reconquerida pels romans d'Orient. El 947 la ciutat va ser atacada pels magiars. El 1068, va ser ocupada pels normands de Robert Guiscard, i incorporada al nou regne de Sicília, com domini de la Casa d'Hauteville, una família procedent de la casta dirigent normanda.
Més tard, Òtranto passà per herència dels normands als Hohenstaufen emperadors del Sant Imperi Romanogermànic i després de l'execució el 1268 de Conradí de Hohenstaufen, restà provisionalment en mans del francès Carles d'Anjou. Tanmateix, després de les anomenades Vespres Sicilianes, del 1282, la ciutat es va incorporar a la Corona d'Aragó. Durant el període catalanoaragonès el port d'Òtranto era important per impedir el pas dels pirates otomans a les rutes comercials d'Itàlia amb Sicília i Sardenya i amb Barcelona, Tarragona i València. El 1447, Òtranto tenia 253 focs, o sigui, uns 1.200 habitants.
El 28 de juliol de 1480, una flota turca comandada per Gedik Ahmed, partí del port de Vlorë, a Albània, i arribà al Canal d'Òtranto. La flota turca, d'entre 70 i 200 vaixells, s'enfrontà a la guarnició de 400 homes de la Corona d'Aragó comandada per Francesco Largo. El 29 de juliol es va haver d'evacuar la ciutat i el castell d'Òtranto va caure en mans dels turcs. Els supervivents van ser sotmesos a l'esclavatge i obligats a escollir entre convertir-se a l'islam o a morir. Als anomenats Beats d'Otranto el papa Climent XIV els beatificà l'any 1771. Malgrat l'organització d'un exèrcit catalanoaragonès per a reconquerir la ciutat, amb el suport del Papa Sixt IV, Otranto va seguir en mans turques fins al 10 de setembre de 1481, data en la qual Ahmed acceptà pactar amb el duc Alfons II de Nàpols una rendició que el permetés tornar a Albània. Òtranto va quedar enrunada i amb només 300 habitants. El 1484 Òtranto va tornar a ser ocupada, ara per la República de Venècia, En els segles posteriors Òtranto va patir altres atacs dels turcs.
Durant l'Imperi Napoleònic, es va formar el ducat d'Òtranto, concedit a Joseph Fouché, integrada al nou Regne de Nàpols, cedit a Joaquim Murat.
El 1868, per sanejament i drenatge, s'eliminà el paludisme.

## Òtranto en la literatura
Amb el títol de The Castle of Otranto es va publicar l'any 1764 una obra d'Horace Walpole, considerada com la iniciadora del gènere literatura de terror gòtic.

## Llocs d'interès
Otranto conserva un centre històric pràcticament intacte, protegit per les fortificacions amb vistes a la riba sud del port natural.

### Porta Alfonsina

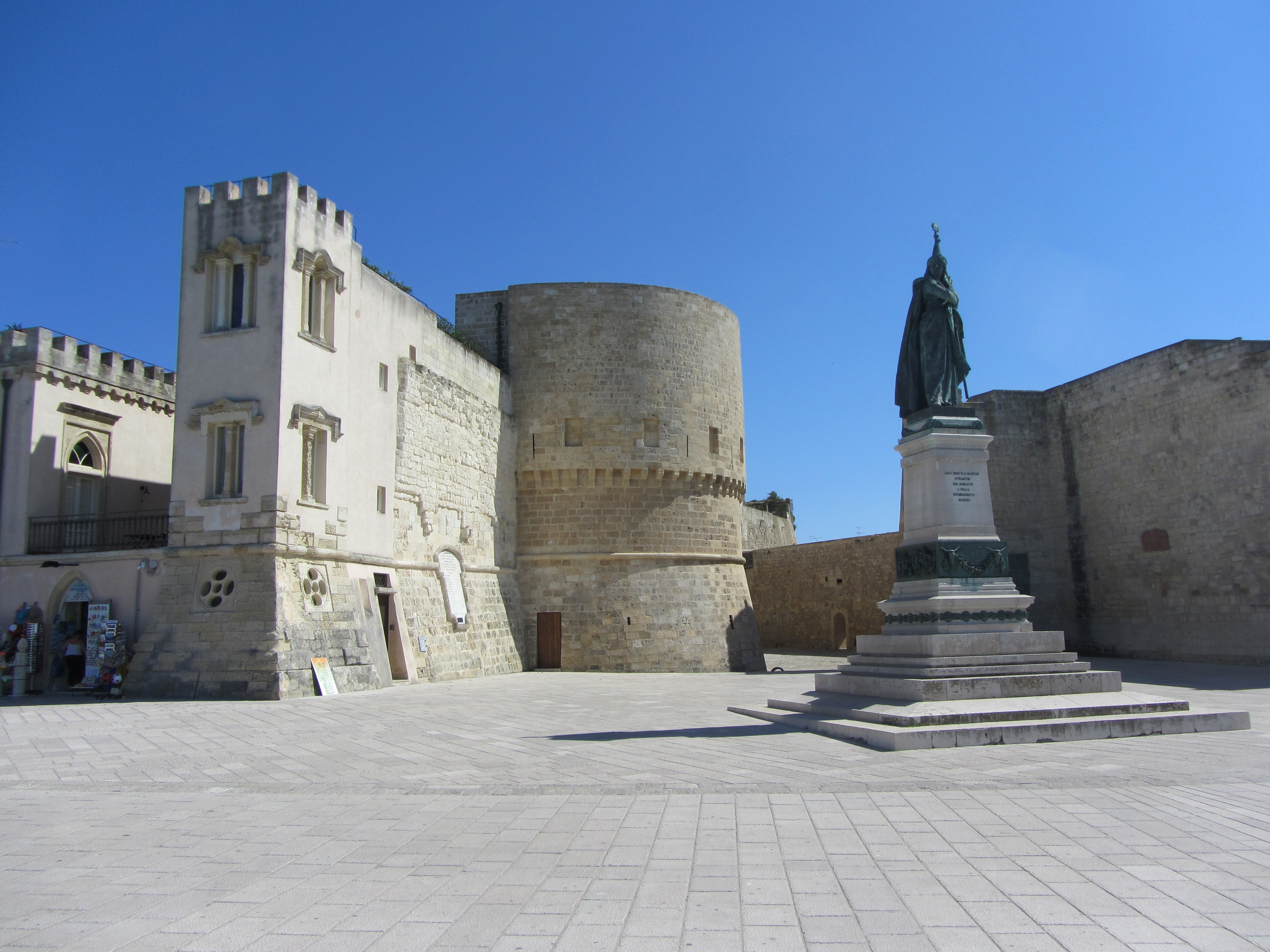
Porta Alfonsina

És exemple de l'arquitectura militar renaixentista (1483). Era torre i porta de la ciutat i defensava l'entrada a aquesta. Dedicada a Alfons, duc de Calàbria (fill de Ferran I de Nàpols). De fet, l'acrònim Alphonsina es pot veure gravat en una pedra entrant per la porta a la dreta, i a l'esquerra es pot llegir:
SIT VIRGO MATER FORTITUDO
SIT VIRGO MATER FORTITUDO MEA
Que la Verge Mare sigui la Fortalesa
Que la Verge Mare sigui la meva Fortalesa

### Castell Aragonès

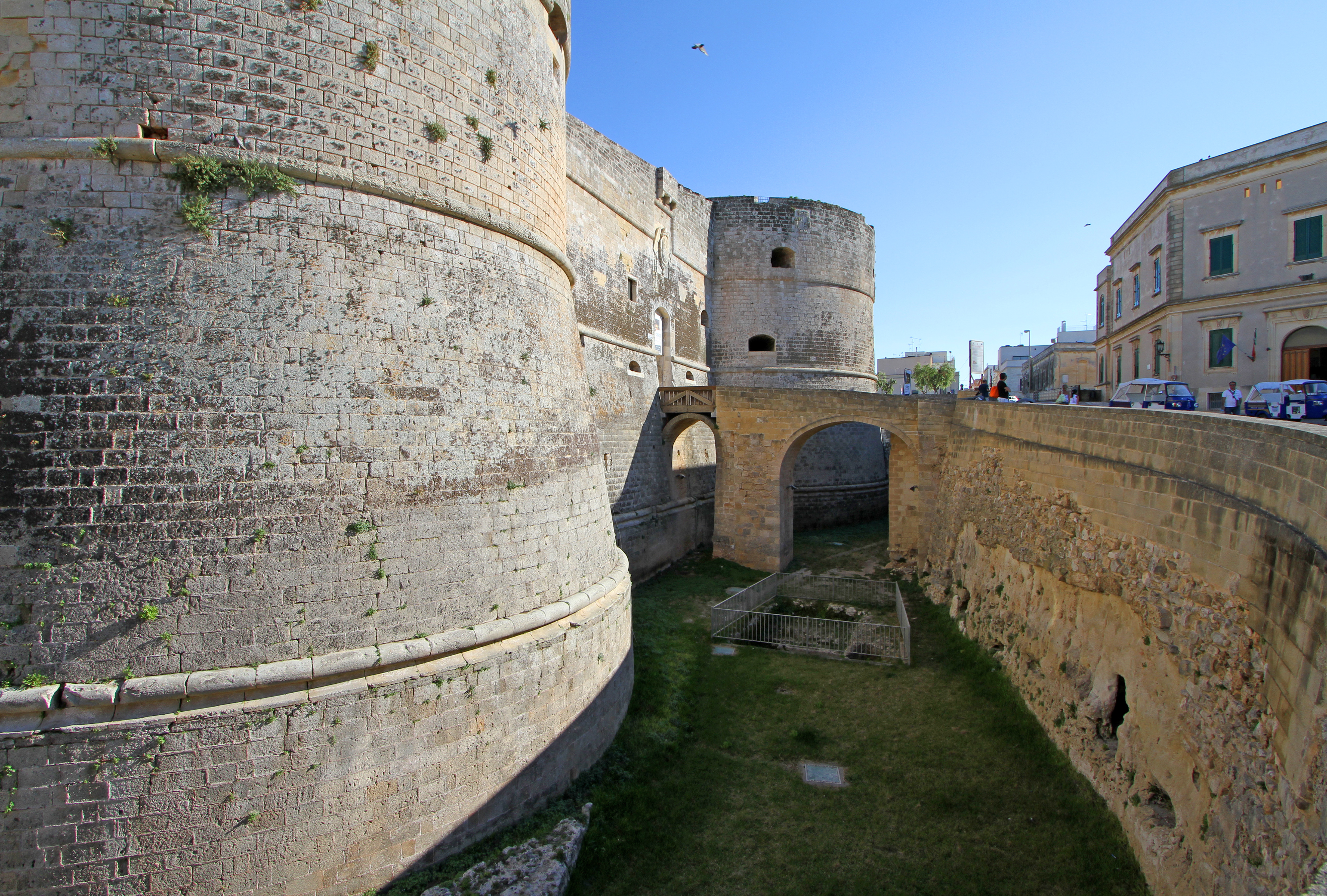
Castell Aragonès

El Castello Aragonese (en català castell aragonès), va ser un baluard defensiu d'Otranto. Després d'haver estat danyat el 1067 durant un setge, la fortalesa va ser reparada i modificada. Però va ser després de l'històric atac sarraí de 1480 que l'estructura defensiva es va reforçar i equipar amb torres per a canons.
Passejant entre les imponents muralles, es pot apreciar els detalls arquitectònics, com ara les torres (Alfonsina, Duchessa i Ippolita), el Bastió Punta di Diamante i la Sala Triangolare. Aquest Saló Triangular es va crear amb tècniques defensives innovadores i es considera un dels exemples més importants d'arquitectura militar d'aquella època.

### Catedral

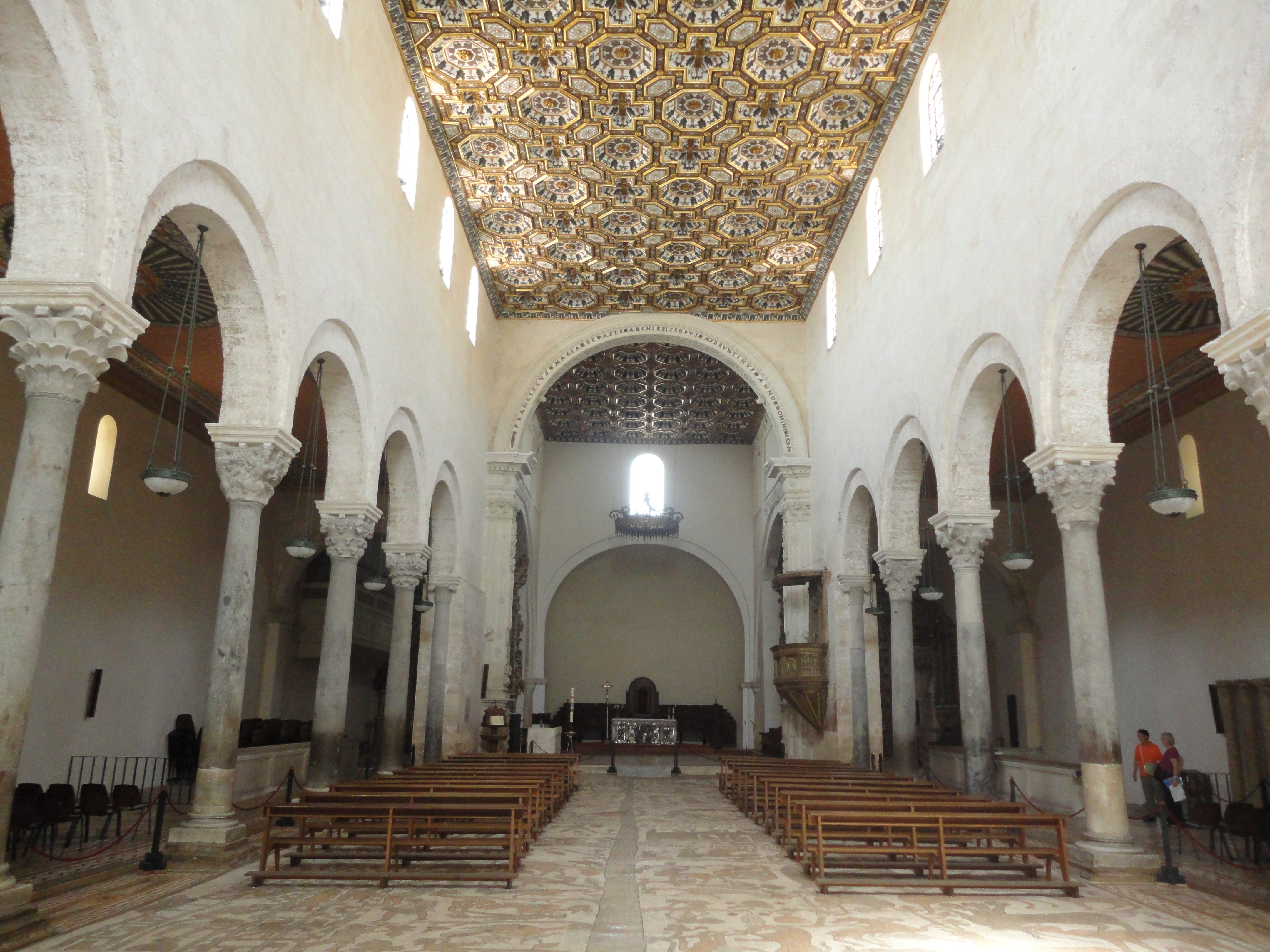
Interior de la Catedral d'Otranto

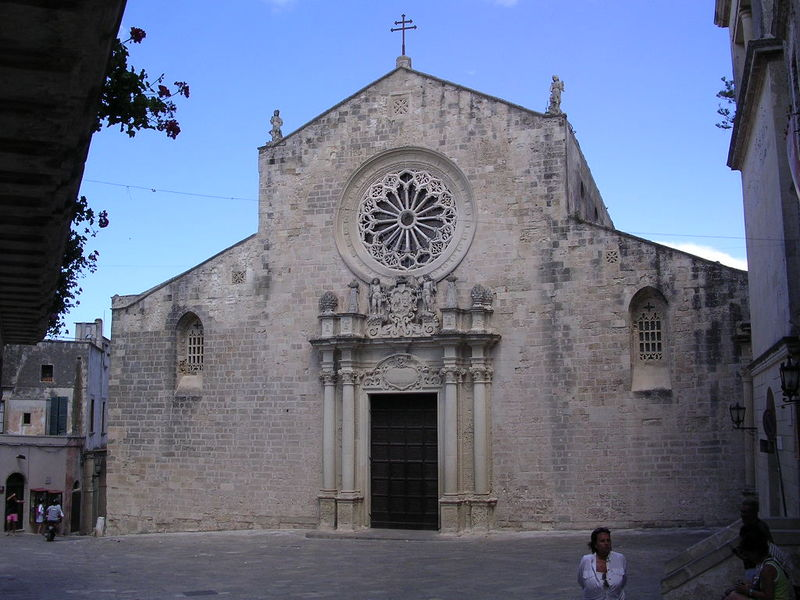
La catedral d'Otranto

A l'interior del "borgo antico" (ciutat antiga) s'alça la Catedral d'Òtranto, dedicada a Santa Maria Annunziata i construïda en temps normands sobre antigues restes messàpies, romanes i cristianes primitives.
 
L'estil medieval va ser compromès el 1480 pel setge dels turcs de Solimà I el Magnífic, que va acabar en la decapitació de 800 ciutadans, les despulles dels quals es conserven a les vitrines de l'evocadora Capella dels Sants Màrtirs.
 
Els trets típics de l'arquitectura de la Pulla del segle xii són els arcs de doble arquivolta que cauen sobre columnes de marbre, amb capitells finament tallats en estil corinti. La major atracció de l'edifici és sens dubte l'esplèndid mosaic del terra, obra mestra de l'art mosaic, creat pel monjo Pantaleone entre 1163 i 1165, representant l'arbre de la vida.
 
De particular interès és la cripta, enriquida per belles columnes de marbre que sustenten capitells provinents d'èpoques anteriors, bizantins, medievals i contemporanis, molts dels quals estan decorats amb figures d'animals i bustos humans.